# Victoria Pedretti
Victoria Pedretti (Filadelfia, Pensilvania; 23 de marzo de 1995) es una actriz estadounidense de cine y televisión, reconocida principalmente por su interpretación de Love Quinn en la serie You, de Eleanor «Nell» Crain en la serie The Haunting of Hill House y Dani Clayton en The Haunting of Bly Manor, todas series de Netflix.

## Carrera
Pedretti inició su carrera en el cine protagonizando el cortometraje Sole, de 2014, dirigido por Ariel Zucker. El mismo año protagonizó el corto de Chelsea Lupkin Uncovering Eden. En 2018 integró el elenco principal de la serie de terror The Haunting of Hill House, en la que interpretó el papel de Nell Crain, hija menor de una familia disfuncional cuyos problemas se desencadenaron tras habitar una casa supuestamente embrujada. La serie, producida por Netflix y dirigida por Mike Flanagan, estuvo basada en la novela homónima de la autora estadounidense Shirley Jackson. Hill House fue aclamada por la crítica especializada, la cual se encargó de destacar las actuaciones de su reparto principal.
La actriz fue escogida por el director Quentin Tarantino para interpretar el personaje de Lulu en la película Érase una vez en Hollywood, estrenada el 26 de julio de 2019.
En 2019 coprotagonizó la segunda temporada de la serie de Netflix You, estrenada el 26 de diciembre, interpretando a Love Quinn, una joven chef que se convierte en la "obsesión" del personaje principal, a quien Penn Badgley le dio vida.
En 2020 encarnó el papel de Dani Clayton, la protagonista de la serie de Mike Flanagan para Netflix The Haunting of Bly Manor. 
En 2021, volvió al papel de Love Quinn, esta vez como rol protagónico, en la tercera temporada de la serie de Netflix You, la cual se estrenó el 15 de octubre. En 2023, hizo un cameo en el episodio 9 de la cuarta temporada siendo su última aparición en la serie.
En 2022 protagonizó el cortometraje Merci, Poppy, dirigido por Hannah Organschi. Interpretó a Rossand Rachel en la serie "I'm the Mayor of Bimmi Gardens" y dirigió su primer cortometraje, llamado Bea and Sophia.
Durante 2023 trabajó en varios proyectos, incluyendo la serie Compromised, un cameo en la película cómica de Chris Fleming Hell, protagonizó el cortometraje Fall Risk, de Alex Martini, e interpretó el rol de Irma Eckler en la película Origin, de Ava DuVernay.
Durante el Festival de Cine de Sundance de 2024, fue estrenada la película Ponyboi, dirigida por Esteban Arango y escrita y protagonizada por River Gallo, donde interpreta a Angel, mejor amiga de Ponyboi (River Gallo) y novia de Vinny (Dylan O'Brien).
En marzo de 2024 hizo su debut en Broadway junto a Jeremy Strong y Michael Imperioli, protagonizando a Petra Stockman en la adaptación de la obra An Enemy of the People, de Henrik Ibsen, dirigida por Sam Gold.

## Filmografía

### Cine
| Año  | Título                     | Personaje                | Director          | Notas        |
| ---- | -------------------------- | ------------------------ | ----------------- | ------------ |
| 2014 | Sole                       |                          | Ariel Zucker      | Cortometraje |
| 2014 | Uncovering Eden            | Edie                     | Chelsea Lupkin    | Cortometraje |
| 2019 | Érase una vez en Hollywood | Leslie Van Houten "Lulu" | Quentin Tarantino | Largometraje |
| 2020 | This Is Not a Love Letter  | Mujer                    |                   | Cortometraje |
| 2020 | Shirley                    | Katherine                | Josephine Decker  | Largometraje |
| 2021 | Star-Crossed: The Film     | Heist-Girl 1             |                   | Cortometraje |
| 2023 | Origin                     | Irma Eckler              | Ava DuVernay      | Largometraje |
| 2024 | Ponyboi                    | Angel                    | Esteban Arango    |              |

### Televisión
| Año       | Título                     | Personaje     | Notas                                                                               |
| --------- | -------------------------- | ------------- | ----------------------------------------------------------------------------------- |
| 2018      | The Haunting of Hill House | Nell Crain    | 10 episodios                                                                        |
| 2019–2023 | You                        | Love Quinn    | Principal (temporada 2-3); Invitada (temporada 4) 21 episodios, serie de TV Netflix |
| 2020      | The Haunting of Bly Manor  | Dani Clayton  | 9 episodios                                                                         |
| 2020      | Amazing Stories            | Evelyn Porter | 1 episodio                                                                          |